# Формула 1 — сезона 1989
40. сезона Формуле 1 је одржана 1989. године од 26. марта до 5. новембра. Вожено је 16 трка. Ален Прост је у Макларену постао по трећи пут светски првак. Макларен је освојио конструкторски наслов.
Крајем прошле сезоне је одлучено да се избаце из употребе турбомотори, јер се сматрало да су постали опасни по спорт, као и да су постали прескупи.